# Stockholmská výzva

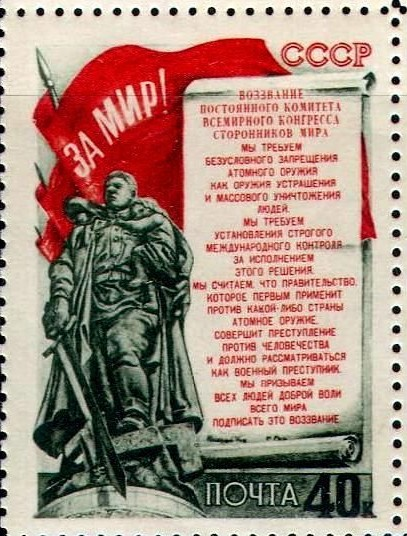
Sovětská poštovní známka z roku 1951 znázorňující sovětský válečný památník v berlínském parku Treptower s plným zněním výzvy

Stockholmská výzva byla iniciativa zahájená Světovou mírovou radou dne 19. března 1950 na podporu jaderného odzbrojení a prevenci atomové války.

## Okolnosti
19. března 1950 (některé zdroje uvádí 15. března) Světová mírová rada schválila Stockholmskou výzvu, požadující absolutní zákaz jaderných zbraní. Stalo se tak během třetího zasedání tzv. "Stálého výboru světového kongresu obránců míru" probíhajícího ve dnech 16. - 20. března 1950. Výzvu zahájil francouzský fyzik, komunista a laureát Nobelovy ceny za chemii z roku 1935 Frédéric Joliot-Curie. Asi dva týdny po zahájení korejské války první publikace iniciativy s názvem Peacegram tvrdila, že výzva již má 1,5 milionu signatářů. Celkový počet shromážděných petic údajně podepsalo 273 470 566 osob (včetně celé dospělé populace Sovětského svazu). Výzvu také podepsalo mnoho významných osobností veřejného života, umělců a intelektuálů. Text výzvy zní:
Požadujeme zakázání atomových zbraní jako nástroje zastrašování a masového vraždění obyvatelstva. K prosazení tohoto opatření požadujeme přísnou mezinárodní kontrolu.

 Věříme, že každá vláda, která jako první použije atomové zbraně proti kterékoli jiné zemi, spáchá zločin proti lidskosti a mělo by se s ní jednat jako s válečným zločincem.

 Vyzýváme všechny muže a ženy dobré vůle na celém světě, aby tuto výzvu podepsali.

## V Československu
V Československu vyzval Československý výbor obránců míru k zahájení podpisové akce na podporu této rezoluce, adresované parlamentům zemí celého světa, přibližně o měsíc později, 21. dubna 1950. Ústřední výbor KSČ počítal s tím, že se podaří sesbírat podpisy minimálně 75 % dospělých obyvatel země. Podpisovou kampaň doprovázely další akce včetně realizace mírových pracovních směn, výstavba dětských hřišť míru, vysazování alejí míru, založení Fondu míru a jiné. Rudé právo informovalo, že mírové prohlášení podepsalo 9 482 738 lidí, jejichž podpisy obdržel prezident Gottwald z rukou členů Československého výboru obránců míru.
Text předkládaný lidem k podpisu měl znaky manipulace a cílené propagandy a jména osob, které podepsat odmítly, byly zaznamenávány včetně zápisu do kádrového profilu a osoby byly dále sledovány. Na tuto masovou podpisovou akci „lidu“ posléze navázal požadavek vysokého trestu pro Miladu Horákovou nebo Vladimíra Haškovce, osobního Gottwaldova lékaře – rezoluce pracujících měly účel stát se argumentem pro udělení nejvyšších trestů vynesených „ve jménu lidu“ ). O vypjaté atmosféře schůzí, na nichž byly přijímány rezoluce, svědčí tajná hlášení pro ÚV KSČ; dikce článků Rudého práva, které rezoluce zveřejňovalo, zase jasně podporuje pohrdavé označení zatčených a odsouzených jako „parazitů národa“ „odporných stvůr" a „hyen lidské společnosti“.

## Protikomunistické reakce
USA Stockholmskou výzvu odmítly a americký ministr zahraničí Dean Acheson ji označil za „propagandistický trik ve falešné 'mírové ofenzívě' Sovětského svazu.“
Antikomunisté ve Francii reagovali na Stockholmskou výzvu (francouzsky: L'Appel de Stockholm) vytvořením skupiny Paix et Liberté, která měla čelit komunistické propagandě svými vlastními: jedním z jejich prvních plakátů byla La Pelle de Stockholm („Stockholmská lopata“), která kopala hroby zemí ve východní Evropě, které si Sověti podrobili.

## Významní signatáři
- Jorge Amado, brazilský spisovatel a člen brazilské Literární akademie
- Herbert Aptheker, americký historik a politický aktivista
- Louis Aragon, francouzský básník
- Pierre Benoit, francouzský romanopisec a člen Académie française
- Leonard Bernstein, americký skladatel a dirigent
- Rudolf Carnap, německý filosof
- Marcel Carné, francouzský filmový režisér
- Marc Chagall, rusko-francouzský umělec
- Maurice Chevalier, francouzský herec a kabaretní zpěvák
- Jacques Chirac, francouzský politik a později francouzský prezident (1995–2007)
- Frank Marshall Davis, americký novinář, básník a aktivista
- W. E. B. Du Bois, americký sociolog, historik a aktivista
- Lion Feuchtwanger, německo-židovský romanopisec a dramatik
- Vincent Glinsky, americký sochař
- Dashiell Hammett, americký romanopisec a scenárista
- Leo Hurwitz, americký dokumentarista
- Frédéric Joliot-Curie, francouzský fyzik laureát Nobelovy ceny za chemii (1935) a prezident Světové rady míru (1950–1958)
- Lionel Jospin, francouzský politik a později premiér Francie (1997–2002)
- Rockwell Kent, americký malíř a grafický umělec
- Artur Lundkvist, švédský autor, kritik a člen švédské Akademie
- Thomas Mann, německý spisovatel, esejista a laureát Nobelovy ceny za literaturu za rok 1929
- Henri Matisse, francouzský malíř a sochař
- Yves Montand, italsko-francouzský herec a zpěvák
- Pablo Neruda, chilský básník, diplomat a laureát Nobelovy ceny za literaturu za rok 1971
- Noël-Noël, francouzský herec a scenárista
- Erwin Panofsky, německo-židovský historik umění
- Charlie Parker, americký jazzový saxofonista a skladatel
- Gérard Philipe, francouzský divadelní a film herec
- Pablo Picasso, španělský malíř, sochař a básník
- Jacques Prévert, francouzský básník a scenárista
- Pierre Renoir, francouzský divadelní a filmový herec
- Muriel Rukeyser, americko-židovská básnířka a aktivistka
- George Bernard Shaw, irský dramatik, kritik a aktivista
- Dmitrij Šostakovič, sovětský skladatel a klavírista
- Simone Signoretová, francouzská filmová herečka
- Michel Simon, švýcarský divadelní a filmový herec
- Henri Wallon, francouzský psycholog, filosof a politik
- Maria Wine, švédsko-dánská básnířka
- Urho Kekkonen, finský premiér
- Vittorio Emanuele Orlando, bývalý italský premiér
- Lázaro Cárdenas, bývalý prezident Mexika